# کاغذ دیواری همه‌جا
کاغذ دیواری همه‌جا 
(به تلوگویی: Oorantha Sankranthi) فیلمی محصول سال ۱۹۸۳ و به کارگردانی کوولمودی سوریا پراکاش رائو است. در این فیلم بازیگرانی همچون آکنینی ناگیشور رائو، سری دوی، جایا سودا، کریشنا ایفای نقش کرده‌اند.